# Clathrina hispanica
Clathrina hispanica är en svampdjursart som beskrevs av Klautau och Valentine 2003. Clathrina hispanica ingår i släktet Clathrina och familjen Clathrinidae. Inga underarter finns listade i Catalogue of Life.